# Шкода Фабия
„Шкода Фабия“ (Škoda Fabia) е модел средни автомобили (сегмент C) на чешката автомобилостроителна компания „Шкода Ауто“, произвеждан в четири последователни поколения от 1999 година насам.
Моделът е наследник на „Шкода Фелиция“.

## Първо поколение (1999 – 2007)
Подобно на моделите „Фолксваген Поло“ и „Сеат Ибиса“, е построен на основата на шаси A04 на „Фолксваген Груп“. Автомобилът се произвежда в три варианта на купето: хечбек, комби и седан. Предлага се с базово оборудване във вариант „Джуниър“ (само за хечбек) и „Класик“, „Амбиенте“ и супер луксозния „Елеганс“ (за всички варианти на купето). За любителите на спортния стил на шофиране се предлага спортния вариант на хечбек – Фабия RS. Предлагат се пет вида бензинови и пет дизелови двигателя:
- 1.2 HTP / 40 kW / 54 к.c.
- 1.2 HTP 12V / 47 kW / 64 к.с.
- 1.4 MPI 16V / 55 kW / 80 к.с.
- 1.4 MPI 16V / 74 kW / 101 к.с.
- 2 MPI / 85 kW / 115 к.с. (RS)
- 1.9 SDI / 74 kW / 64 к.с.
- 1.4 TDI-PD / 47 kW / 70 к.с.
- 1.4 TDI-PD / 55 kW / 80 к.с.
- 1.9 TDI-PD / 74 kW / 101 к.с.
- 1.9 TDI-PD / 131 к.с. (RS)